# Flowers (ラジオ番組)
flowers（フラワーズ）は2009年4月から2013年3月までJFN系列で放送されていたラジオ番組。前番組は13:30 - 15:55がWonderful Go!Go!、16時台がAZ TIME MUSIC。

## 放送時間
月曜 - 木曜 13:30 - 16:45（局によって異なる場合あり）
従来は16:55までだったが、2010年1月より38局ネットで「あぐりずむ」が放送されることになり、16時台に当番組を放送している局の多くは16:45 - 16:55の枠で放送されるため、10分短縮となった。また、従来16:45に飛び降りをしていた放送局は16:35で飛び降りとなった。

## パーソナリティー
- 松本英子（月・火）
- Chigusa（水・木、2011年10月 - )

過去のパーソナリティー
- 真木ひろか（水・木、2009年4月 - 2011年9月）

パーソナリティ代行
- 白石みき（2012年5月14日-5月17日）

## サウンドクリエーター
- CHIHIRO
番組テーマ曲「Bouquet 〜ずっと二人で〜」をはじめ、ジングル、関連する楽曲[1] を提供

## タイムテーブル
- 13:55　『ゼロチューンズ』またはローカル枠[2]
- 14:15　はぴねすくらぶラジオショッピング[3]
- 14:55　Japan Furusato Network
  - TOKYO FM制作・JFN38局ネット
- 15:08　Japan Flowers Network
- 15:20　Flower Project[4]
- 15:42　インフォマーシャル[5]
- 15:55　JFNニュースまたはローカル枠
- 16:10頃　World Flowers Network
  - 諸外国で暮らしている日本人女性（フラワーレポーター）と電話を結び、現地の話題などを伝えてもらうコーナー。月曜日から水曜日までは特に決まっていないが、木曜日はアメリカ・ニューヨークからと固定されている。
- 16:26.30 - 16:30 ローカル枠（特に番組が無い局はフィラー音楽[6] が流れる）

## ネット局
13:55 - 14:00と15:55 - 16:00は各局ローカル編成枠であるが、放送局によっては前述の時間以外にも別番組となる場合がある。以下は各局の番組表で確認できたもの。
フルネット (13:30 - 16:45)
- エフエム岩手[7]
  - 13:55 - 14:00 ライフサポート 快適生活ラジオショッピング
  - 14:20 - 14:30 あぐりずむ
  - 15:00 - 15:55 北上市 ふるさと元気隊「北上サクラ咲くラジオ」（月）
  - 15:00 - 15:45 紫波町 ふるさと元気隊「紫波こびるFM」（火）
  - 15:45 - 15:55 三陸海岸の民話（火）
  - 15:00 - 15:55 釜石市 ふるさと元気隊「釜石やっぺしFM」（水）
  - 15:00 - 15:55 平泉町 ふるさと元気隊「平泉町ひかるFM」（木）
  - 15:55 - 16:00 FM岩手ニュース
- Radio80
  - 13:55 - 14:00 Zero Tunes〜2000（ゼロ）年代のポップ・ミュージック
  - 15:42 - 15:47 快適生活ラジオショッピング
- FM OKAYAMA
  - 13:55 - 14:00 Zero Tunes〜2000（ゼロ）年代のポップ・ミュージック
  - 14:40 - 14:47 ステーションらんでぶ〜

13:30 - 16:35
- エフエム青森
  - 13:55 - 14:00 Zero Tunes〜2000（ゼロ）年代のポップ・ミュージック（月・木）、Doctor's Cafe（火・水）

13:30 - 15:55
- V-air 2011年4月から現在の時間に
  - 14:40 - 14:47 ステーションらんでぶ〜
  - 13:55 - 14:00 / 15:55 - 16:00 快適生活ラジオショッピング
- エフエム徳島[8]
  - 13:54 - 14:00 快適生活ラジオショッピング
- FM香川
  - 13:47 - 13:54 Hello!My Town
  - 14:30 - 14:40 あぐりずむ
  - 14:40 - 14:47 ステーションらんでぶ〜
- fm nagasaki（月）
  - 15:42 - 快適生活ラジオショッピング
- JOY-FM
- FMサガ（火・水）
- Rhythm Station（月 - 水）
  - 13:55 - 14:00 Zero Tunes〜2000（ゼロ）年代のポップ・ミュージック
  - 14:20 - 14:30 あぐりずむ
- Hi-six（火 - 木）
  - 14:30 - 14:40 あぐりずむ
  - 14:40 - 14:47 ステーションらんでぶー
- μ FM
  - 13:47 - / 14:46 - 交通情報
  - 14:30 - 14:40 あぐりずむ

13:30 - 15:54
- Kiss FM KOBE（月 - 水）[9]
  - 13:54 - 14:00 交通情報・K-BREAK
  - 14:15 - 14:20 KISS HOME DOCTOR
  - 14:45 - 14:47 交通情報
  - 15:41 - 15:47 交通情報・K-BREAK

13:30 - 14:55
- ふくしまFM[10]
  - 13:48 - 13:55 Buono!Fukushima（水）
  - 13:55 - 14:00 ふくしまFMウェザーインフォメーション
- RADIO BERRY（月 - 水）
  - 13:55 - 14:00 B-HOT!
  - 14:20 - 14:30 あぐりずむ
- FM-NAGANO
  - 13:55 - 14:00 Zero Tunes〜2000（ゼロ）年代のポップ・ミュージック
  - 14:20 - 14:30 あぐりずむ
- e-radio[11]
  - 13:34 - すまいル・インタビューJJF（第1・3木）
  - 13:42 - 秀光ビルドにしまっしまぁ!（第2・4火）
- fm nagasaki（火 - 木）
- Air-Radio FM88
  - 14:30 - 14:40 あぐりずむ
- Rhythm Station（木）
  - 13:55 - 14:00 Zero Tunes〜2000（ゼロ）年代のポップ・ミュージック
  - 14:20 - 14:30 あぐりずむむ
- FMサガ（月）:2012年9月から

14:00 - 15:55
- FMサガ（木）:2012年10月から
- Hi-six（月）

15:00 - 16:45
- FM福井[12]
  - 15:55 - 16:00 FM福井ニュース
  - 16:26 - 16:30 FM福井ヘビーローテーション
  - 16:33 -  快適生活ラジオショッピング

16:00 - 16:45
- FMK（FMラジオショッピングは放送せず）
  - 16:21 - 16:30 FMK melody clip

祝日のみ
- FMぐんま
  - 放送時間は13:30 - 14:55

## 特別編成
- 前番組まで、祝日は「JFNC製作の特別番組」によって放送が休止になっていた。JFNの春の番組改編のタイミングを見計らい、特別番組の体制が通常放送へと転換され、当番組からは祝日も休日ホリデースペシャル版である「flowers Holiday Blossom」（フラワーズホリデーブロッサム）という形として、通常放送をされることとなった。ただし局によっては個別に特番などを組む場合もある。なおこの祝日の特別編成については、現在この枠で放送されている番組「レコレール」まで至っている。
- ただし年末年始に限り、JFNC(一部、TOKYO FM)製作による特別編成の番組によって通常放送が休止となる。
- 2011年4月27日は九州のみ（福岡・沖縄は未ネット）、flowers 今日は丸ごと九州スペシャル[13] として放送された。パーソナリティは松本英子。休日にお勧めする高速道路のPAやSAを松本と九州各FM局（沖縄を除く）のパーソナリティがレポートした。なお九州以外のエリアは通常放送。

## 特記事項
- 北陸地方（新潟県を含む）で同番組をネット受けしているのはFM福井のみである（2011年5月から2012年3月末までは番組編成の都合上FM福井もネットしなかった。）。
- HFM（広島市）のネット打ち切りにより、政令指定都市でネットしている局はKiss FM KOBE（神戸市）・FM OKAYAMA（岡山市）・FMK（熊本市）の3局のみとなった。
- 東京の半蔵門のスタジオから生放送されているが、スタジオのある東京都を始めとする南関東エリア（TOKYO FM）では放送されていない[14]。
- 2012年3月29日までは、radikoの復興支援プロジェクトの一環で、FM岩手とふくしまFMを通じて、東京など関東地方を含め全国で聴取が出来た。